# Rockers Rollin'/Hold You Back
Rockers Rollin'/Hold You Back è un singolo a doppio lato A della rock band inglese Status Quo, pubblicato nel 1977. È stato pubblicato solo in alcuni paesi. Entrambi i brani del singolo sono stati estratti dall'album Rockin' All Over the World.

## Versione acustica 2016
Le due tracce sono state riarrangiate in chiave acustica nell'album Aquostic II - That's a Fact! del 2016. Come singolo però in questo caso è stata pubblicata solo Hold You Back.

## Classifiche
- Paesi Bassi: 6
- Germania: 30
- Belgio: 15
- Australia: 26
- Nuova Zelanda: 20